# Forest Stewardship Council
Forest Stewardship Council ( FSC) – międzynarodowa, działająca w 89 krajach i uznana na całym świecie, organizacja non-profit, wspierająca zrównoważoną gospodarkę leśną, nadające certyfikaty poświadczające, że drewno zostało pozyskane w wyniku odpowiedzialnego gospodarowania. Swoją misję i wizję FSC defniuje hasłem: chronić lasy dla przyszłych pokoleń, warunkując nadanie certyfikatu odpowiedzialnej gospodarki leśnej spełnieniem 10 zasad opartych na 57 etycznych, społecznych i środowiskowych kryteriach.
FSC gwarantuje weryfikację pochodzenia wyrobu, do którego wytworzenia posłużyło drewno poprzez nadanie certyfikatu CoC (Chain of Custody – łańcuch dostaw), w pełnej rozciągłości łańcucha dostaw od miejsca wytworzenia do końcowego konsumenta. W Polsce w 2022 r. było objęte certyfikatami FSC 6,6 mln ha lasów (70% powierzchni zalesionych), w USA 14 mln ha, w Szwecji 19,5 mln ha. W tym samym okresie w Polsce było ważnych 2500 certyfikatów FSC CoC, co dawało trzecią pozycję w świecie po Chinach i Włoszech. W 2022 roku Regionalna Dyrekcja Lasów Państwowych w Gdańsku poinformowała o zamiarze rezygnacji z certyfikacji drewna w systemie FSC.